# 東広島市立板城小学校
東広島市立板城小学校（ひがしひろしましりつ いたきしょうがっこう）は、広島県東広島市西条町森近にある市立小学校。

## 概要
東広島市西条地区の南端にある。校区には国道375号、東広島呉自動車道やJR山陽新幹線が通っている。
第6学年の児童全員が取り組む金管楽器と打楽器によるスクールバンドがあり，令和4年度で第45代になる。

## 沿革
- 1873年 - 学制に基づき私塾「興導館」、「日新館」を創立。
- 1876年 - 私塾「興導館」を馬木公立小学校と改称。
- 1878年 - 馬木公立小学校の校舎破壊により移転。森近小学校とする。
- 1887年 - 森近簡易小学校と改称。
- 1891年 - 板城東尋常小学校と改称。
- 1904年 - 板城尋常高等小学校に改称。校訓『マジメニハタラケ』を制定、現在地に校舎落成。
- 1922年 - 校歌制定。（7月12日制定）柏尾輝喜：作詞，渡辺彌蔵：作曲
- 1927年 - 教育方針「マジメニ働ク人ヲ作ル」を定める。
- 1941年 - 広島県賀茂郡板城東国民学校と改称。
- 1947年 - 板城村立板城東小学校と改称。
- 1955年 - 町村合併により西条町立板城東小学校と改称。
- 1957年 - 下校舎落成。
- 1958年 - 西条町立板城小学校と改称。
- 1964年 - 4月、上校舎落成。10月、運動場と階段が完成。
- 1971年 - 屋内体育館落成。
- 1973年 - 創立100周年。1月に記念式典を行う。
- 1974年 - 町合併・市制施行により東広島市立板城小学校と改称。
- 1978年 - 地域より金管楽器・打楽器が寄贈され，第６学年全員の児童によるスクールバンドが始まる。
- 1980年 - 新校舎（現・西校舎）完成、移転。
- 1982年 - 東広島市教育推進校教育研究発表会を開催。（道徳、国語）
- 1986年 - 金銭教育研究指定校研究発表会を開催。
- 1988年 - 東広島市教育推進校教育研究発表会を開催。（理科）
- 1990年 - 東校舎、体育館（管理棟）、給食室落成。運動場拡張工事完成。
- 1994年 - 東広島市教育推進校教育研究発表会を開催。（算数）
- 1996年 - プール工事完了。
- 1999年 - ふれあい教室などを改修。
- 2000年 - 情緒障害児学級を新設。同年、東広島市教育推進校教育研究発表会、広島県道徳教育研究会を開催。
- 2001年 - 広島県教育激励賞を受賞。同年、東広島市教育研究激励賞を受賞。
- 2002年 - 創立130周年。11月に記念式典を挙行。
- 2004年 - 板城小学校研究発表会を開催。
- 2005年 - 東広島市教育研究激励賞を受賞。同年、ふれあい教室、スタディールームを増設。
- 2006年 - 東広島市教育推進校教育研究発表会を開催。
- 2007年 - 東広島市地域キャリア教育成果発表会を開催。
- 2008年 - 通級指導教室と特別支援学級を新設。
- 2009年 - 東広島学校給食センターによる給食開始。
- 2010年 - 茨城県笠間市で行われたスナッグゴルフ全国大会に出場。同年、地域公開授業研究会を開催。（体育）
- 2011年 - 東広島市「体つくり運動」指導実践推進校教育研究会を開催。（体育）[1]
- 2018年 - マスコットキャラクター「イタッキー」を制定[2]。
- 2021年 - 全教室エアコン設置工事完了
- 2022年 - 創立150周年。11月に記念式典を挙行。記念公演：陸を行き交う樽廻船（オリジナル脚本と音楽による），スクールバンド演奏

## 通学区域
- 東広島市
  - 西大沢一丁目、二丁目
  - 西条町田口の一部
  - 西条町下三永の一部
  - 西条町馬木
  - 西条町大沢
  - 西条町福本
  - 西条町森近

## 進学先中学校
- 東広島市立向陽中学校
- その他